# Larry Koonse

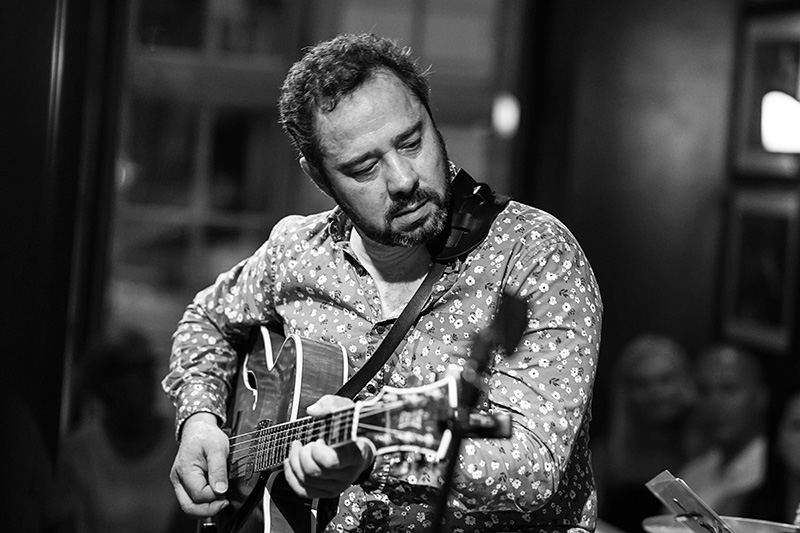
Larry Koonse
Copenhagen Jazz Festival 2018

Larry Koonse (* 7. Juli 1961 in San Diego) ist ein US-amerikanischer Gitarrist des Modern Jazz.

## Leben und Wirken
Koonse begann mit sieben Jahren mit dem Gitarrenspiel; bereits als Jugendlicher nahm er mit seinem Vater Dave Koonse, der ebenfalls Gitarrist ist, 1978 ein erstes Album auf, Dave and Larry Koonse – Father and Son Jazz Guitars. 1984 erwarb er den Bachelor in Jazz Studies an der University of Southern California. Danach spielte er sechs Jahre bei John Dankworth und Cleo Laine. Koonse arbeitete im Laufe seiner Karriere außerdem im Trio mit Tierney Sutton und Hubert Laws, ferner als Studiomusiker u. a. mit Karrin Allyson, Paul Anka, Michael Bublé, Alan Broadbent, Bob Brookmeyer, Billy Childs, Bill Cunliffe, David Friesen, Terry Gibbs, John Gross, Jeff Lorber, Warne Marsh, Bennie Maupin, John Patitucci, Linda Ronstadt, Jimmy Rowles, Mel Tormé, Jimmy Wyble, Ron Kalina, Sandra Booker und im Percy Faith Orchestra. 
Koonse war Co-Leader des L.A. Jazz Quartet, mit dem er mehrere Alben einspielte. Sein Gitarrenspiel fand Verwendung in der Filmbiografie Crazy über den Gitarristen Hank Garland, außerdem wirkte er beim Soundtrack des David-Mamet-Films Redbelt (2008) mit. Unter eigenem Namen legte er eine Reihe von Alben vor, zum Teil auf dem von ihm mitbegründeten Label Jazz Compass, darunter Americana mit dem Bassisten Scott Colley, und Dialogues of the Heart (1997) mit seinem Vater Dave Koonse. Er unterrichtete in den 1990er Jahren am California Institute of the Arts. Zu hören ist er auch auf Josh Nelsons Album LA Stories: Live at Sam First (2023).

## Diskographische Hinweise
- Dave & Larry Koonse Quartet: Son of Jazz Guitars (1978)
- Secret Tea (Sea Breeze, 2001)
- Americana (2002) mit Scott Colley
- David Friesen, Larry Koonse, Joe LaBarbera, Connection (ITM, 2005)
- Storybook (Jazz Compass, 2006) mit Darek Oleszkiewicz
- What's in the Box – Larry Koonse Plays the Music of Jimmy Wyble (Jazz Compass, 2007)